# Rongrik (Likiep)
Rongrik är en holme i Marshallöarna.   Den ligger i kommunen Likiep, i den nordvästra delen av Marshallöarna, 400 km nordväst om huvudstaden Majuro. Rongrik ligger 11 meter över havet.
Terrängen på Rongrik är varierad.